# Fand
Fand – postać z mitologii celtyckiej, była królową Elfów i żoną Manannana, pomniejsza bogini morza, jej pierwowzorem było prawdopodobnie starożytne bóstwo z Wyspy Man. Wspólnie ze swoją siostrą o imieniu Liban, były boginiami ziemskich przyjemności i zdrowia.

## Opis legendy
Po sprzeczce z mężem, który ją opuścił na jakiś czas, została napadnięta na swojej wyspie przez Fomorian, walczących o władzę nad Morzem Irlandzkim. Będąc w tak beznadziejnej sytuacji posłała o pomoc bohatera Cúchulainna, który zgodził się jej bronić, ale pod warunkiem, że po pokonaniu wszystkich przeciwników zostaną małżeństwem. Po pokonaniu wrogów Cuchulainn przebywał u niej na wyspie przez miesiąc jako kochanek. Przed wyjazdem bohatera z wyspy uzgodnili, że spotkają się ponownie w Irlandii. Emer, żona Cuchulainna dowiedziała się o planach obojga i na czele pięćdziesięciu uzbrojonych w noże kobiet wyruszyła by zabić Fand. Doszło do chaotycznej dyskusji pomiędzy bohaterami, w której to sprzeczce brał udział także prawowity mąż Fand, Manannan. W końcu Fand zdecydowała się zapomnieć o Cuchulainnie. Manannan rozciągnął nad obojgiem zaczarowany płaszcz, tak że już nigdy nie mogli się zobaczyć a druidzi dali im do wypicia napój zapomnienia. 